# Национальный стадион (Таиланд)
Национальный стадион (тайск. กรีฑาสถานแห่งชาติ) — спортивный комплекс, расположенный в районе Патхумван, Бангкок. В 1937 году был построен главный стадион Супхачаласай, затем комплекс расширился и в настоящее время состоит из нескольких стадионов и спортивных сооружений.

## История
Строительство стадиона началось в 1937 году на территории таиландского Виндзорского дворца, который был снесён в 1935 году. Департамент физического воспитания заключил 29-летнее соглашение об аренде территории с университетом Чулалонгкорн. Первое использование стадиона произошло, когда король Ананда Махидон председательствовал на церемонии открытия мужских легкоатлетических соревнований 1938 года, которые изменили место проведения с Санам Луанга.

## Стадион Супхачаласай
Стадион Супхачаласай является большей частью Национального стадиона. Это многоцелевой стадион для легкой атлетики и площадка для спортивных соревнований, а также частичной крышей с одной из сторон. С его вместимостью 19 793 зрителей для спортивных мероприятий и 35 000 зрителей для концертов, стадион используется для проведения важных матчей, таких как Кубок Таиланда по футболу и Кубок футбольной лиги Таиланда. Стадион назван в честь Луанга Супачаласаи, считающегося отцом таиландского спорта и первым генеральным директором таиландского Департамента физического воспитания.

## Стадион Тхефасадин
Стадион Тхефасадин был построен в 1965 году для использования на Азиатских играх 1966 года в качестве хоккейной арены. Изначально назывался «Тон-Пхо» и был переименован в 1983 году в память о Наге Девахастине на Аюдхье, бывшем исполняющем обязанности генерального директора Департамента физического воспитания. Вместимость 6378 мест, в настоящее время используется как стадион для футбола.

## Стадион Джиндарат
Стадион Джиндарат, построенный после окончания Тихоокеанской войны, ранее использовался как открытый стадион для спортивных мероприятий среднего уровня и тренировочных целей. Первоначально назывался стадионом Тон-Пхо, но был переименован в 1983 году в память о Джиндарате, бывшем директоре Управления развития спорта и отдыха.

## Бассейн Висутдраром
Бассейн Висутдраром был построен в 1961 году под руководством директора Конга Висудхаромна. Это был олимпийский бассейн с двумя сторонами трибун, использовавшийся для соревнований и общих тренировок. Первоначально названный Олимпийским бассейном, но был переименован в память о директоре, организовавшем строительство.

## Стадион Нимибутр
Стадион Нимибутр, открытый в 1963 году, представляет собой крытую арену, используемую для таких видов спорта, как: бокс, бадминтон, гимнастика, мини-футбол, баскетбол и гандбол.

## Спортивный зал Джхантана-Инъён
Спортивный зал Джхантана-Инъён был построен в 1965 году.